# إرنست هوارد غريفيث
إرنست هوارد غريفيث (بالإنجليزية: Ernest Howard Griffiths)‏ (15 يونيو 1851 - 3 مارس 1932) هو فيزيائي بريطاني ولد في ويلز وعضو في الجمعية الملكية عام 1895 وحاصل على وسامها هيوز عام 1907.
عين غريفيث مدير لجامعة كارديف في كارديف عام 1901.

## روابط خارجية
- إرنست هوارد غريفيث على موقع إن إن دي بي (الإنجليزية)